# David Lison
David Lison (* 1. Mai 1994 in Kaiserslautern) ist ein deutscher Schauspieler.

## Leben
2011 begann Lison seinen Weg als Schauspieler am Pfalztheater Kaiserslautern bei einem Herbstferien Workshop der dortigen Theaterpädagogik. Schnell verliebte sich der junge Schauspieler in das Theater und begann sich immer mehr beim Pfalztheater zu engagieren, indem er ab 2012 viele kleine Rollen als Statist übernahm u. a. bei Giuseppe Verdis "Nabucco" oder Gaetano Donizetti "Viva la Mamma". Darüber hinaus war Lison auch Mitglied des Extra Chors des Pfalztheaters und wirkte bei den Produktionen von Elton Johns und Tim Rice’ "Aida" (Regie: Johannes Reitmeier) und bei der Oper von Dimitrij Schostakowitsch "Lady Macbeth von Mzensk" (Regie: Urs Häberli) mit. Zum Ende seiner Zeit am Pfalztheater war Lison 2014 ein Teil des Jungen Theaters des Pfalztheaters Kaiserslautern und spielte bei der Produktion "STATUS: rausch" mit.
2014 zog Lison nach Berlin und bewarb sich an deutschen Schauspielschulen und bekam 2018 einen Platz an der Reduta-Berlin Schauspielschule für Theater und Film, an welcher er von Prof. Teresa Nawrot unterrichtet wurde. 2022 hat Lison die Ausbildung erfolgreich abgeschlossen.
2022 erschien der Film Schlechte Helden auf Amazon Prime, in welchem Lison neben David-Jonas Frei Nico, eine der Hauptrollen, spielte.
Nach seiner Ausbildung spielte er unter anderem bei dem Sommertheater im Kultur Dschungel, beim Oststadt Theater Mannheim und bei den Schlossfestspielen in Ettlingen. Lison ist seit Oktober 2022 Ensemblemitglied des Oststadt Theaters Mannheim.

## Filmografie
- 2022: Schlechte Helden

## Theater
- 2016:  „Stolz und Vorurteil“ nach Jane Austen, Theater Federspiel, Regie: Anna Clart und Anita Brockmeier[7]
- 2022: „Leonce und Lena“ von Georg Büchner, in Dreifachrolle als Diener, Landrath und Hofprädiger, Sommertheater im Kultur-Dschungel, Regie: Jan-Markus Dieckman[8]
- 2022: „Samenspender gesucht!“ von Kay Kruppa und Frank Pinkus, Rolle Julius[9] (als potentieller Samenspender), Oststadt Theater Mannheim, Regie: Joachim Goltz[4]
- 2023: „Momo“ von Michael Ende, Rolle Herr Fusi, Schlossfestspiele Ettlingen, Regie: Mirijam Kälberer[6]
- 2023: „Krabat“ von Otfried Preußler, Rolle Geselle Juro, Schlossfestspiele Ettlingen, Regie: Mirijam Kälberer[6]